# Mikroregion Araçuaí

Araçuaí

Mikroregion Salinas – mikroregion w brazylijskim stanie Minas Gerais należący do mezoregionu Jequitinhonha.

## Gminy
- Araçuaí
- Caraí
- Coronel Murta
- Itinga
- Novo Cruzeiro
- Padre Paraíso
- Ponto dos Volantes
- Virgem da Lapa